# JBC出版社
JBC出版社（Editora JBC, 通称JBC）は、ブラジルと日本で事業を展開している出版社である。

## 歴史
日本に住むブラジル人のためにポルトガル語の新聞を発行することを目的に、1992年に東京で設立された。
「JBC」は「Japan Brazil Communication」の略である。

### 設立の背景
1990年6月に日本の入国管理法が改正されたことにより、日本国外に住む日系人の日本国内での就労が許されたことによって、日本への出稼ぎ労働者が増加し、ひいては、日本に住む日系ブラジル人が増加したことが、設立時の時代背景となっている。
創業者の東海林正和は、1960年にブラジルに移民した当時、現地で発行されていた日本語新聞に助けられた経験から、そうした時代背景を踏まえ、日本においてポルトガル語新聞を発行することを着想した。

## 出版事業

### 日本
1993年に、ポルトガル語新聞『Jornal Tudo Bem』を創刊し、2005年9月にはポルトガル語の無料誌『Gambare!』の発行を開始した。
社名はJBC出版社(JB Communication)。

### ブラジル
日本の文化を紹介する出版事業を展開しており、1997年9月に月刊誌『Made in Japan』を創刊した。ブラジルにおいて日本文化を紹介するという異色さから、当初この雑誌は出版社側からも短命に終わると思われていたが、2006年1月には通巻100号を達成している。
独自編集の雑誌、書籍のほか、日本の漫画のポルトガル語翻訳版の発行を手がけており、ブラジルにおいて、最大の漫画出版社でもある。
社名はJB Communication do Brasil Ltda（JBC出版社ブラジル）。

## 漫画の発行
同社は2001年に、『るろうに剣心 -明治剣客浪漫譚-』で、ブラジルにおけるポルトガル語翻訳版漫画の出版事業に参入した。
キャッチフレーズは“Mangá é a nossa língua!”(漫画は僕らの共通語！).

### 発行している作品
2001年
- るろうに剣心 -明治剣客浪漫譚- (題名 "Samurai X")
- カードキャプターさくら
- 魔法騎士レイアース
- 電影少女

2002年
- 犬夜叉
- ラブひな
- 幽☆遊☆白書
- リボンの騎士 (題名"A Princesa e o Cavaleiro" 『姫と騎士』の意)
- スター・ウォーズ *麻宮騎亜らによるトリビュートコミックス。日本語版は小学館が発行。

2003年
- シャーマンキング
- ちょびっツ
- 恋愛ジャンキー *18禁指定
- X

2004年
- BASTARD!! -暗黒の破壊神- *18禁指定
- カウボーイビバップ
- 銃夢

2005年
- 1月 B'T X
- 4月 フルーツバスケット
- 6月 おねがい☆ティーチャー
- 6月 東京BABYLON
- 8月 MOUSE *18禁指定。あかほりさとる作品
- 10月 ANGELIC LAYER

2006年
- 1月 魔法先生ネギま!
- 3月 XXXHOLiC
- 4月 ツバサ-RESERVoir CHRoNiCLE-
- 7月 遊☆戯☆王
- 8月 神秘の世界エルハザード
- 8月 .hack//黄昏の腕輪伝説

2007年
- 1月 鋼の錬金術師
- 4月 リアルバウトハイスクール (題名"Samurai girl")

2013年
- 1月 未来日記 (題名"Diário do futuro")
- 2月 Another
- 3月 レベルE
- 4月 ラブひな
- 5月 The Innocent
- 6月 DEATH NOTE - BLACK EDITION (豪華版)
- 6月 げんしけん
- 6月 いばらの王 (題名"O senhor dos espinhos")
- 7月 青の祓魔師 (題名"Blue exorcist")
- 8月 テルマエ・ロマエ
- 10月 イナズマイレブン (題名"Super Onze")
- 10月 魔法騎士レイアース (題名"Guerreiras Mágicas de Rayearth") (再発行)
- 12月 王様ゲーム (題名"Jogo do rei")
- 12月 MANGA OF THE DEAD

2014年
- 2月 BTOOOM!
- 3月 未来日記モザイク (題名"Diário do futuro: Mosaic")
- 4月 未来日記パラドックス (題名"Diário do futuro: Paradox")
- 4月 美少女戦士セーラームーン
- 5月 予告犯 (題名"Prophecy")
- 6月 惑星のさみだれ (題名"Lúcifer e o martelo")
- 7月 ツミツキ (題名"Tsumitsuki - Espírito da culpa")
- 7月 マギ (題名"Magi - O Labirinto da magia")
- 9月 Doubt
- 9月 星守る犬 (題名"O cão que guarda as estrelas")
- 10月 地球の放課後 (題名"After school of the earth")
- 10月 Tom Sawyer
- 10月 幽☆遊☆白書 (再発行)
- 11月 きみにしか聞こえない (題名"Só você pode ouvir")
- 11月 ソウルイーターノット!
- 12月 All You Need Is Kill

2015年
- 1月 グリーン・ブラッド
- 2月 傷 (題名"Feridas")
- 2月 絶園のテンペスト (題名"Zetsuen no Tempest ～ O destruidor da Civilização ～")
- 2月 地獄恋 LOVE in the HELL (題名"Love in the hell")
- 2月 アゲハ (題名"Ageha - Efeito Borboleta")
- 3月 七つの大罪 (題名"The Seven Deadly Sins")
- 4月 エニグマ (予定)
- 4月 STEINS;GATE (予定)
- 4月 美少女戦士セーラームーン ショートストーリーズ (予定)
- 4月永遠の0 (題名"Zero Eterno") (予定)
- 5月 ちょびっツ (再発行) (予定)
- 6月 コードネームはセーラーV (予定)
- Wish (予定)
- ビタミン (予定)
- Ghost in the Shell (予定)
- EDEN 〜It's an Endless World!〜 (予定)
- テラフォーマーズ (予定)
- キルラキル (予定)
- Another (ライトノベル) (予定)
- 続・星守る犬 (予定)
- ZETMAN (予定)
- 12月 AKIRA (予定)

### 特徴
ブラジル国内の他社と同じく、日本における単行本1冊を半分ずつ収録した半単行本(meio tankobon)という形式で出版されるケースが多い。そのため、多くの作品で、完結時の巻数が日本における全巻数の倍となっている。例として、『るろうに剣心』は日本のジャンプコミックスでは全28巻だが、JBC発行の物では全56巻となっている。
この手法のメリットとしては、1冊当たりの価格を抑えることができるため、購入層の範囲を比較的広げやすい点が挙げられる。しかしながら、同一分量に対する価格（全巻買った場合の価格）は日本におけるそれとほぼ同じである。
数はそれほど多くないが、漫画本編以外の関連書籍の翻訳出版も手がけており、『るろうに剣心』については通巻の物とは別に本編完結後に『るろうに剣心番外編－弥彦の逆刃刀』を世界で初めて単巻で刊行しているほか、同作品の公式ファンブック『剣心華伝』といった作品ガイド的な書籍も翻訳版の刊行を行っている。
基本的に各作品、月に1冊ないし2冊ずつの発行ペースとなっている。

### 参考
- 日本文化普及する日本アニメー原価でビデオ提供もーファンは子供から医者、弁護士 - ニッケイ新聞 2002年3月12日記事
- 越境する日本文化 マンガ・アニメ(4) - ニッケイ新聞 2003年1月24日記事